# پلوتینو

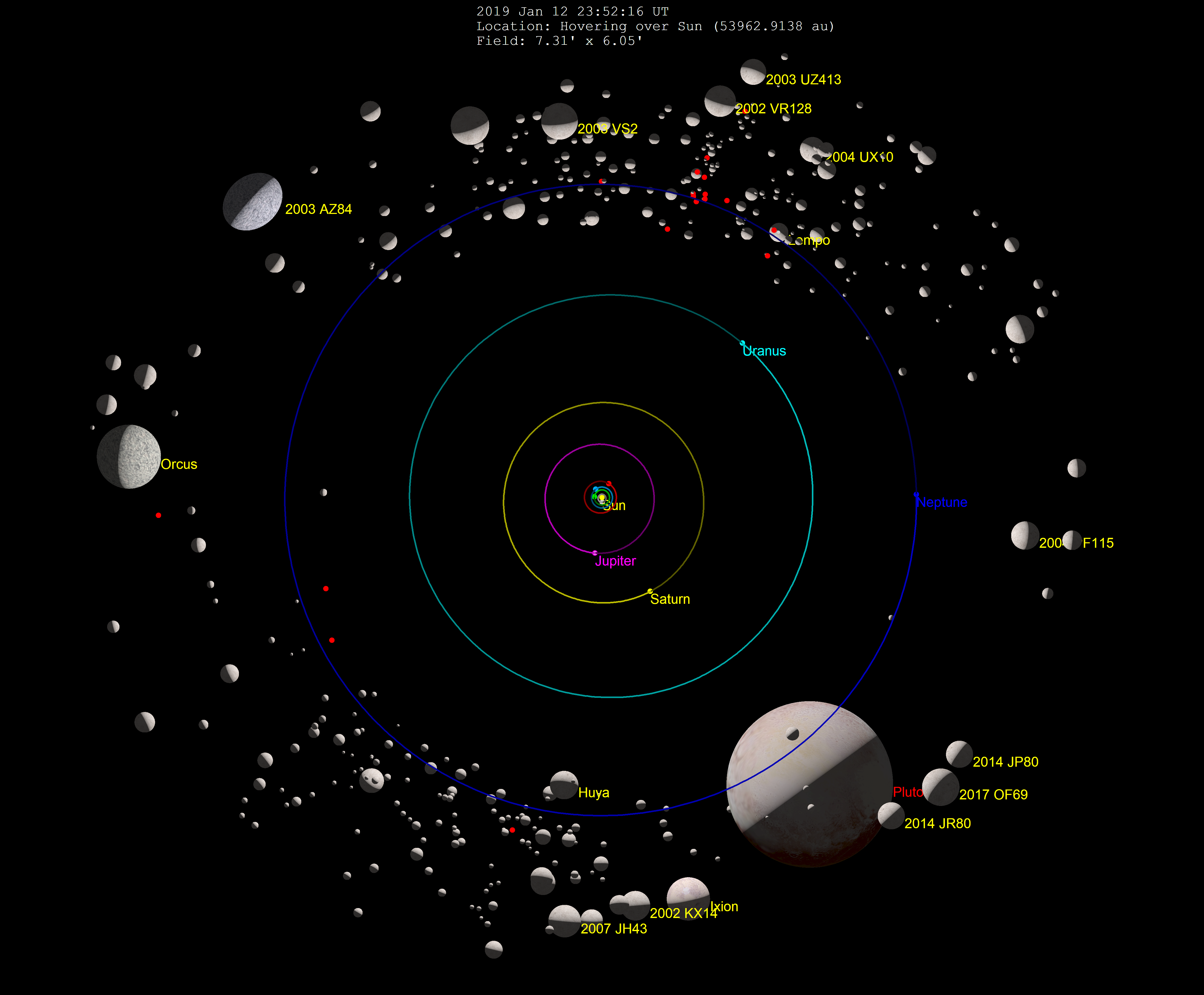
توزیع پلوتینوها و اندازه‌های نسبی آن‌ها، که ۱ میلیون بار بزرگ‌تر در نظر گرفته شده‌است.

در اخترشناسی، پلوتینوها ،(به انگلیسی: Plutino) گروهی پویا از اشیاء فرا نپتونی هستند که در رزونانس میانگین حرکت ۲: ۳ با نپتون به گردش مشغولند. این بدان معنی است که برای هر دو بار مدار که یک پلوتینو انجام دهد، نپتون سه بار در مدار خود می‌چرخد. سیاره کوتوله پلوتو بزرگترین عضو این گروه است و همچنین گروه نام خود را از آن سیارهٔ کوتوله گرفته‌است. پلوتینوها برابر سیاست‌های نام‌گذاری کنواسیون نام‌گذاری اخترشناسی با توجه به نام‌های موجودات افسانه‌ای مرتبط با دنیای زیر نام‌گذاری شده‌اند.
پلوتینوها قسمت داخلی کمربند کویپر را تشکیل می‌دهند و نمایان‌گر نزدیک به یک چهارم از اشیاء شناخته شدهٔ کمربند کویپر هستند. آن‌ها همچنین پرجمعیت‌ترین کلاس شناخته شده اشیاء فرا نپتونی در رزونانس با آن هستند (همچنین به جعبه کمکی با لیست سلسله مراتبی مراجعه کنید). گذشته از پلوتو، اولین پلوتینو، (385185) 1993 RO، در ۱۶ سپتامبر ۱۹۹۳ کشف شد.

## مدارها

### منشأ احتمالی
باور کنونی بر این است که اشیاء که در حال حاضر در حد متوسط رزونانس مداری با نپتون هستند ابتدا از مسیرهای مختلف مداری خورشیدمرکزی مستقلی پیروی می‌کرده‌اند. همان‌گونه که نپتون در آغاز تاریخ منظومه شمسی به بیرون مهاجرت کرده‌است (رجوع کنید به منشأ کمربند کوپر)، اجسامی که به آن‌ها نزدیک می‌شده را پراکنده می‌کرده‌است. در طی این فرایند بوده که برخی از آن‌ها وارد رزونانس با آن می‌شده‌اند.

### ثبات درازمدت
تأثیر پلوتون بر دیگر پلوتینوها به دلیل جرم نسبتاً کم این سیارهٔ کوتوله، از دیدگاه تاریخی نسبتاً ناچیز بوده‌است. با این حال، پهنای رزونانس (محدودهٔ محورهای نیمه‌سازگار با رزونانس) بسیار باریک است و تنها چند برابر بزرگتر از هیل‌کره (حوزهٔ تأثیر گرانشی) پلوتون است. در نتیجه، بسته به خروج از مرکز مداری اصلی، بعضی از پلوتینوها در اثر آشفتگی با پلوتون سرانجام از رزونانس خارج می‌شوند. شبیه‌سازی‌های عددی نشان می‌دهد که مدار پلوتینوها با ۱۰٪ -۳۰٪ کوچکتر یا بزرگتر از مدار پلوتون نسبت به مقاطع زمانی سال کهکشانی پایدار نیستند.